# Åhus

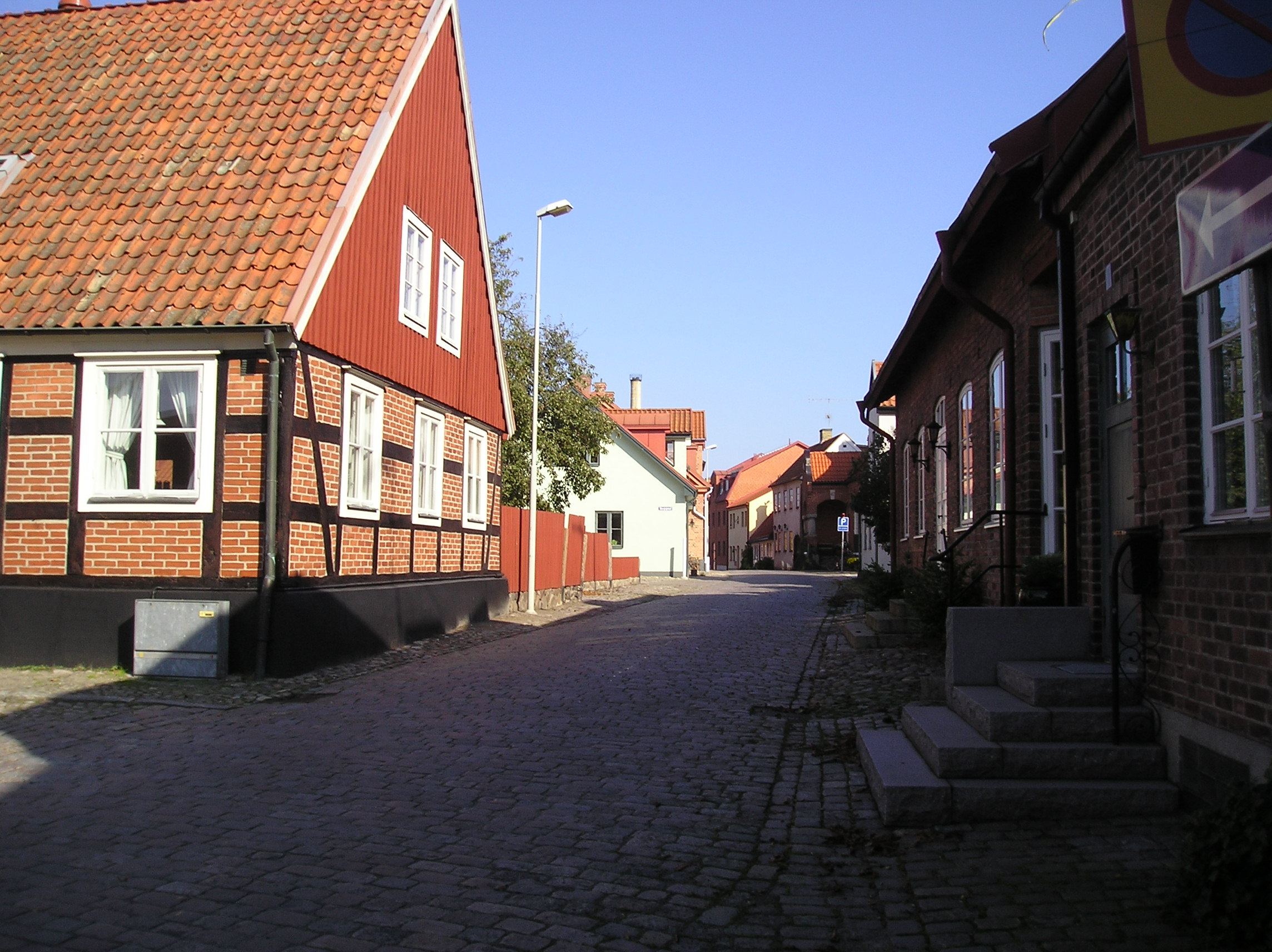
Case ad Åhus

Åhus è una località (tätort in svedese) del comune di Kristianstad (contea di Scania, Svezia) con 9.423 abitanti nel 2010.
Il numero di residenti triplica durante l'estate per via dei turisti (prevalentemente tedeschi) che visitano le spiagge e le natura delle aree di Helgeå e Hanöbukten.

## Storia
Åhus ottenne i privilegi di città nel 1149, ma li perse nel 1617 quando Kristianstad fu costruita, in seguito all'incendio di Vä da parte del re svedese Gustavo II Adolfo durante la Guerra di Kalmar (1611-1613). Uno dei più antichi edifici di Åhus è la chiesa di Santa Maria, costruita nel XII secolo.

## Eventi
La città è un centro delle famose feste dell'anguilla svedesi (ålagille in svedese), dove in agosto e settembre le persone si riuniscono per mangiare anguille e bere schnapps, principalmente la famosa Absolut Vodka prodotta localmente.
Åhus è nota anche per ospitare uno dei più importanti tornei di pallamano in spiaggia con circa 20.000 partecipanti.

## Economia
Nel 1950 venne costruita una fabbrica di gelati, la Åhus Glass. Questo stabilimento venne poi comprato da un altro gruppo e i prodotti sono ora venduti sotto il nome di Ingeman Glass.